# Olympische Sommerspiele 2008/Teilnehmer (Dominica)
| Gelbes Symbol für Goldmedaillen mit stilisierten Olympischen Ringen | Graues Symbol für Silbermedaillen mit stilisierten Olympischen Ringen | Braundes Symbol für Bronzemedaillen mit stilisierten Olympischen Ringen |
| ------------------------------------------------------------------- | --------------------------------------------------------------------- | ----------------------------------------------------------------------- |
| —                                                                   | —                                                                     | —                                                                       |

Dominica war mit der Teilnahme an den Olympischen Sommerspielen 2008 in Peking insgesamt zum 4. Mal bei Olympischen Spielen vertreten. Die erste Teilnahme war 1996.

## Leichtathletik
| Disziplin | Männer          |
| --------- | --------------- |
| 200 m     | Chris Lloyd     |
| 400 m     | Erison Hurtault |